# Sedmikostelí
Sedmikostelí (1998) je druhý román Miloše Urbana, první, který vydal pod svým jménem. Děj se odehrává na pražském Novém Městě, převážně v prostoru vyznačeném šesti gotickými kostely (Karlov, Emauzský klášter, kostel sv. Apolináře, kostel sv. Kateřiny, kostel sv. Štěpána a kostel Zvěstování Panny Marie Na slupi) a již zbořené kaple Božího Těla na Karlově náměstí.

## Děj
V kostelích dochází k vraždám, které vyšetřuje neúspěšný historik a policista-pochůzkář Květoslav Švach, hlavní postava románu. Seznamuje se s Matyášem Gmündem, který má v plánu vrátit architektonicky zničenou Prahu do „ideální“ doby Karla IV.
Děj se odehrává v Praze. Hlavní postava tohoto strašidelného románu, jménem Květoslav Švach, nám vypráví, že celý život neprožil šťastně. Všechno to začalo v době, kdy se mu děti začaly smát pro jeho jméno, když byl malý - proto se označoval zkratkou písmenem K. K je obdivovatelem středověkého stylu života a s až romantickým nádechem sní o tom, že by sám nejraději v té době žil. Švach je neúspěšný člověk, který se ve své osamocenosti obrátil k minulosti. Ovšem historie, kterou studuje on, není tradiční historií, proto jsou i jeho studia neúspěšná. Hledá tedy uplatnění u policie. Nejprve vypráví o svém dětství a poté se vrací do současnosti, kde se dozvídáme, že se opil ve službě při hlídání jedné svědkyně, kterou ráno našli oběšenou. Kvůli tomu byl od policie vyhozen (policista Olejář, jemuž teče z uší hnis značící jeho černé svědomí). Postupně se seznamuje s tajemnou postavou cizince rytíře Matyáše Gmünda z Lübecku (a jeho skřetem), jenž s ním sdílí obdiv ke gotické architektuře a odpor k moderní době plné technologií a funkcionalistické architektury. Zjišťuje, že Gmünd obdivuje Karla IV. a nesnáší tamější moderní dobu a její stavby. Začne pro pana Gmünda pracovat, a dělá mu doprovod při obchůzkách po pražských gotických kostelech. Květoslav se při tom setkává s policistkou Rozetou, která ho okouzlí.
Ve městě začíná přibývat krutých a zvláštních, nepochopitelně provedených vražd. Většinou jde o lidi, kteří se podíleli na moderních stavbách, či lidi, kteří k nim měli nějak blízko.
Při procházce s Gmündem se Květoslav dozvídá o pojmu Sedmikostelí, což je sedm kostelů. Květoslav začíná znovu pomáhat policii, a proto je mu nabídnuto, aby se vrátil zpět do služby, což po zvážení přijímá. K. pomalu přichází věci na kloub...
Na konci příběhu se dozvídá, že Gmünd je šéfem Bratrstva Božího těla, které usiluje o to, aby byla nastolena monarchie. Nakonec se dozví, že za všechny vraždy může toto bratrstvo. Dále se dozvídá to, že Gmünd z Rozety udělal vraždící nástroj a také to, že si Květoslava hýčkali jen proto, že ve snech vidí do minulosti (stejně jako Rozeta).
V pražském Novém městě si nakonec skupina vytvoří středověkou část, kde všichni žijí jako ve středověku a nikdo cizí se tam neodváží vejít. Květoslav nakonec skončí jako kronikář v tomto středověkém světě.
Hranice vytyčuje šest chrámů – gotických kostelů na Novém Městě (Karlov, Emauzský klášter, kostel sv. Apolináře, kostel sv. Kateřiny, kostel sv. Štěpána, kostel Zvěstování Panny Marie Na slupi a chrám božího Těla, který je přítomný pouze v rovině legend).

## Knižní vydání
V Česku kniha vyšla již třikrát (2. vydání v roce 1999, 3. vydání v nové grafické úpravě v roce 2014) v nakladatelství Argo. Román byl přeložen také do němčiny (2 vydání), nizozemštiny, maďarštiny, ruštiny, slovinštiny, španělštiny a korejštiny. V roce 2001 zpracováno do podoby četby na pokračování v Českém rozhlase 3 - Vltava (úprava Jan Kašpar).